# Fede San Emeterio
Federico San Emeterio Díaz (Sierra de Ibio, Cantabria, 16 de marzo de 1997) es un futbolista español. Juega como centrocampista y se encuentra sin equipo. Es hermano gemelo del también futbolista Borja San Emeterio.

## Trayectoria
Originario de Sierra de Ibio, se formó en las categorías inferiores del Racing de Santander, club con el que debutó en Segunda División B con 16 años y en Segunda División con 17 años.
En 2016 se incorporó a la cantera del Sevilla F. C., jugando dos temporadas en el Sevilla Atlético Club. En verano de 2018 firmó por el Real Valladolid C. F., que durante la temporada 2018-19 lo cedió Granada C. F., con el que consiguió el ascenso a Primera División.
En la temporada 2019-20 regresó al Real Valladolid C. F. y debutó en la máxima categoría. En noviembre de 2020 renovó su contrato por dos años, hasta junio de 2023.
El 6 de enero de 2022 el club vallisoletano llegó a un acuerdo con el Cádiz C. F. para que jugara en calidad de cedido hasta el final de temporada. En agosto ambos clubes acordaron su traspaso y firmó por cuatro temporadas. Ayudó al equipo a conseguir dos permanencias en Primera División y disputó 75 partidos, en los que marcó dos goles, antes de serle rescindido su contrato el 6 de agosto de 2025.

## Clubes
Actualizado a 6 de abril de 2025.
| Club                          | País          | Año           | Partidos | Goles |
| ----------------------------- | ------------- | ------------- | -------- | ----- |
| Real Racing Club de Santander | España        | 2014-2016     | 70       | 1     |
| Sevilla Atlético Club         | España        | 2016-2018     | 77       | 5     |
| Real Valladolid C. F.         | España        | 2018-2022     | 71       | 1     |
| Granada C. F. (cedido)        | España        | 2018-2019     | 36       | 2     |
| Cádiz C. F. (cedido)          | España        | 2022          | 13       | 0     |
| Cádiz C. F.                   | España        | 2022-2025     | 62       | 2     |
| Total carrera                 | Total carrera | Total carrera | 329      | 11    |